# Marc Warren
Marc Warren (Northampton, 20 de Dezembro de 1967) é um ator britânico.